# Julia Malinova
Julia Malinova, född 1869, död 1953, var en bulgarisk feminist. Hon var en av grundarna till Bulgariska Kvinnounionen (1901).